# Königlich Schwedische Akademie der Wissenschaften

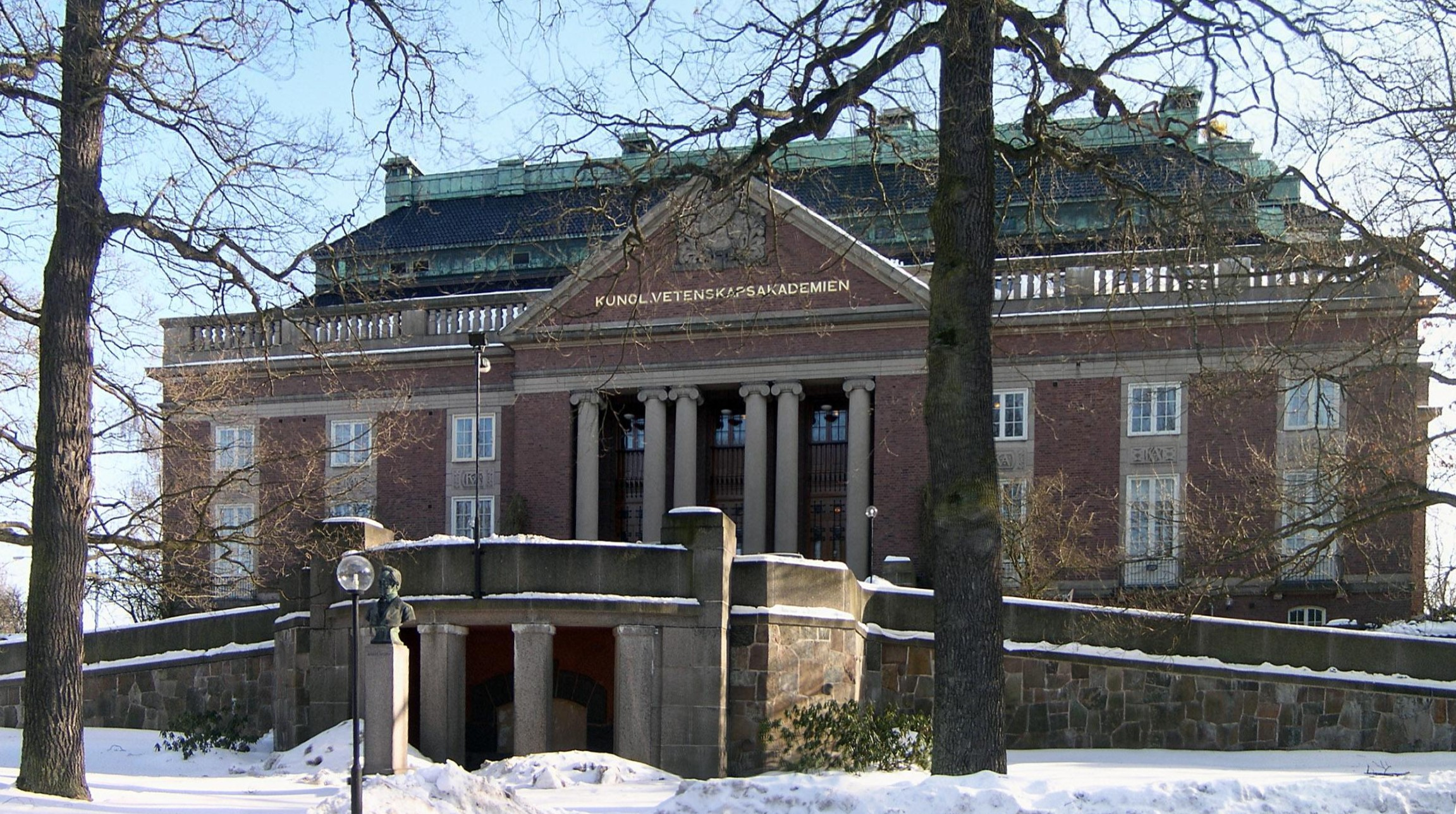
Hauptgebäude der Akademie im Stockholmer Norden

Die Königlich Schwedische Akademie der Wissenschaften (schwedisch Kungliga Vetenskapsakademien, abgekürzt Kungl. Vetenskapsakademien bzw. kurz KVA) ist die höchste wissenschaftliche Einrichtung in Schweden. Sie hat sich die Aufgabe gestellt, „Wissenschaften, vor allem Naturwissenschaften und Mathematik, zu fördern“.
Die Königlich Schwedische Akademie der Wissenschaften hat ihren Sitz in der schwedischen Hauptstadt Stockholm und ist weltweit bekannt für die Ernennung der Nobelpreisträger in Physik und Chemie sowie die Verleihung des von der Schwedischen Reichsbank gestifteten Alfred-Nobel-Gedächtnispreises für Wirtschaftswissenschaften.
Gemeinsam mit dem Institute of Physics gibt die Königlich Schwedische Akademie der Wissenschaften im Auftrag der Wissenschaftsakademien und Physik-Gesellschaften der skandinavischen Länder die Zeitschrift Physica Scripta heraus.

## Geschichte

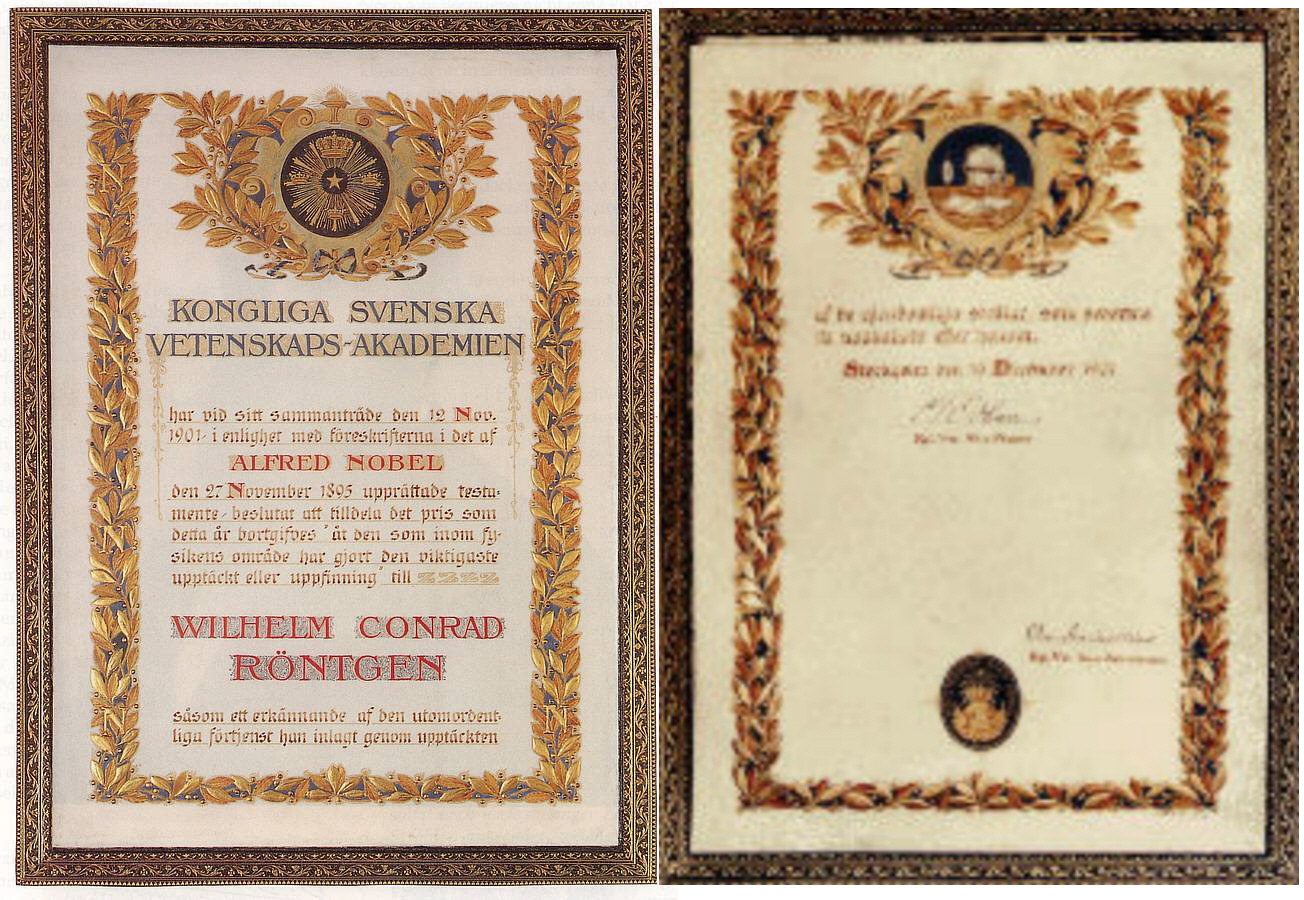
Urkunde des ersten vergebenen Nobelpreises

Die Akademie wurde 1739 nach dem Vorbild der Royal Society of London und der Académie des sciences gegründet. Zu den Gründungsmitgliedern gehörten Carl von Linné, Jonas Alströmer, Mårten Triewald, Sten Carl Bielke, Carl Wilhelm Cederhielm und Anders Johan von Höpken.
Ihre heutige Struktur und Aufgabe erhielt die Akademie (Kongliga Svenska Vetenskaps-Akademien) um 1820 von Jöns Jakob Berzelius.

## Ständige Sekretäre der Akademie
- 1739–1741: Anders Johan von Höpken
- April–Juni 1740: Augustin Ehrensvärd
- 1741–1744: Jacob Faggot
- 1744–1749: Pehr Elvius
- 1749–1783: Pehr Wilhelm Wargentin
- 1784–1796: Johan Carl Wilcke und Henric Nicander
- 1796–1803: Daniel Melanderhjelm und Henric Nicander
- 1803–1808: Jöns Svanberg und Carl Gustaf Sjöstén
- 1809–1811: Jöns Svanberg
- 1811–1818: Olof Peter Swartz
- 1818–1848: Jöns Jakob Berzelius
- 1848–1866: Peter Fredrik Wahlberg
- 1866–1901: Georg Lindhagen
- 1901–1923: Christopher Aurivillius
- 1923–1933: Henrik Gustaf Söderbaum
- 1933–1943: Henning Pleijel
- 1943–1959: Arne Westgren
- 1959–1972: Erik Rudberg
- 1973–1981: Carl Gustaf Bernhard
- 1981–1989: Tord Ganelius
- 1989–1997: Carl-Olof Jacobson
- 1997–2003: Erling Norrby
- 2003–2010: Gunnar Öquist
- 2010–2015: Staffan Normark
- seit 2015: Göran K. Hansson

## Klassen
Die Akademie ist in zehn Klassen eingeteilt:
- Mathematik
- Astronomie und Weltraumwissenschaften
- Physik
- Chemie
- Geowissenschaften
- Biowissenschaften
- Medizinische Wissenschaften
- Technische Wissenschaften
- Wirtschafts- und Sozialwissenschaften
- Humanistische und sonstige Wissenschaften, sowie herausragende Verdienste in der Wissenschaft

Der Akademie gehören ca. 400 gewählte schwedische Mitglieder (wovon bis zu 175 unter 65 Jahren alt sind) sowie bis zu 175 ausländische Mitglieder an.
Bekannt ist die Akademie auch dafür, dass sie versucht, die Wissenschaften für einen größeren Personenkreis allgemeinverständlich zu machen. Dafür gibt sie mehrere Zeitungen und Zeitschriften heraus und organisiert Vorlesungen.